# سلطنة زنجبار
سلطنة زنجبار هو الاسم الذي يطلق على سلطنة قامت ما بين 1856م - 1964م بعد وفاة السلطان سعيد بن سلطان والذي كان يحكم عمان وزنجبار باسم سلطان عمان ،ثم استلم حكم زنجبار الفرع الأصغر من سلالة البوسعيد العمانية.

## التاريخ

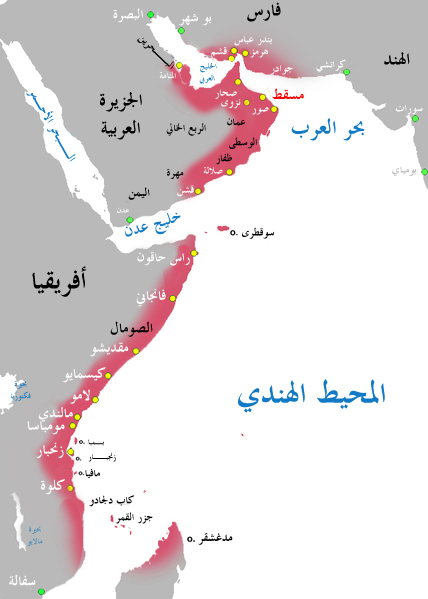
سلطنة عمان سنة 1856، باللون الوردي

استرد العمانيون زنجبار من البرتغاليين وطردوهم منها عام 1109 هـ/ 1698 م، فأنشؤوا فيها الحاميات وفي جزيرة بمبا وجزيرة كيلوا في عام  1832 أو عام 1840 حسب مصادر أخرى، ونقل السلطان سعيد بن سلطان عاصمة حكمه من مسقط إلى مجي مكونجوي أو المدينة القديمة لمدينة زنجبار أو ماتسمى اليوم ستون تاون أو المدينة الحجرية. وأنشأ سلالة حاكمة من ذريته.
وبعد وفاة السلطان سعيد تنازع ولديه ثويني بن سعيد وماجد بن سعيد على وراثة الحكم. مما حدا بتقسيم عمان وزنجبار إلى سلطنتين، فصار ماجد سلطان زنجبار، بينما حكم ثويني سلطنة عمان. فقوى ماجد سلطته خلال تجارة الرقيق بشرق أفريقيا، أما خليفته برغش بن سعيد فقد ساعد على إلغاء تجارة الرق في زنجبار، وطور البنية التحتية للبلد. وكذلك ساهم خليفته على إلغاء تلك التجارة بالجزيرة.
وحتى عام 1886 كان سلطان زنجبار يمتد على طول ساحل أفريقيا الشرقي والمسمى (ببر الزنج) وبالخطوط التجارية الممتدة إلى عمق القارة الأفريقية وصولا إلى كوندو على نهر الكونغو. حتى بدأ الإنجليز والألمان يدخلون ويعيدوا تنظيم المناطق التي تحت حكم السلطان وبنوع من السرية، وبدؤوا باحتلال المناطق الخاضعة للسلطان الواحدة تلو الأخرى واخضاعها لحكم القوى الإمبريالية الأوروبية خلال السنوات القليلة التالية. وبعد توقيع معاهدة هليجولاند بين ألمانيا وبريطانيا حول تقسيم أفريقيا عام 1890، أضحت زنجبار محمية بريطانية خلال حكم علي بن سعيد، وفي أغسطس من عام 1896 وقعت الحرب الإنجليزية الزنجبارية ولمدة 38 دقيقة والتي تعتبر أقصر حرب بالتاريخ، وذلك بعد استلام خالد بن برغش الحكم عند وفاة السلطان حامد بن ثويني، بسبب أن الإنجليز يرغبون بالسلطان حمود بن محمد لأنه أسهل بالتعامل معه لديهم. وقد اعطى الإنجليز خالد مهلة ساعة لإخلاء القصر في ستون تاون. ولكن خالد بدلا من ذلك جهز جيشا قوامه 2,800 رجل لمحاربة الإنجليز. فأعلن الإنجليز الحرب وقصفوا القصر وأماكن أخرى بالمدينة مما حدا بالسلطان خالد بالانسحاب والاستسلام، وقد تم نفيه خارج البلد، واستبداله بحمود سلطانا على زنجبار.
منحت بريطانيا الاستقلال لزنجبار في ديسمبر 1963 وصارت سلطنة ملكية دستورية تحت حكم السلطان جمشيد بن عبد الله والذي أطيح به بعدها بشهر خلال ثورة زنجبار. وقد هرب جمشيد إلى المنفى واستبدلت السلطنة بما سمي جمهورية زنجبار وبمبا. وفي أبريل 1964 اتحدت تلك الجمهورية مع تنجانيقا مكونة جمهورية تنجانيقا وزنجبار المتحدة والتي استبدل الاسم بعدها بستة أشهر إلى تنزانيا.